# Huangsi
Huangsi (egyszerűsített kínai írással: 黄石, pinjin: Huángshí) prefektúra szintű város Kínában, Hupej tartományban. Lakosainak száma 2 469 079 fő (2020).

## Népesség
| 2019 | 2 471 700 |
| 2020 | 2 469 079 |

## Nevezetes személyek
- Jü Jang-ji - kínai sakkozó